# Giovanni Bonati
Giovanni Bonati (Sarzana, 17 aprile 1991) è un pilota motociclistico italiano.

## Carriera
È stato selezionato, all'età di 15 anni, tra i migliori 30 talenti italiani, alle prime selezioni di Aprilia Junior Gp Racing Dream, nella categoria 125 SP, prima assoluta esperienza nel mondo delle due ruote. Nel 2009 ha vinto la FMI Coppa Italia categoria under 21 nella classe 125.
Nel 2010 ha preso parte al campionato Italiano Velocità classe 125 Nello stesso anno ha avuto la possibilità di esordire nel motomondiale grazie ad una wild card per partecipare alla prova di San Marino, cadendo tuttavia nel corso della gara. Nel 2011 è pilota titolare nel CIV 125 dove utilizza motociclette Aprilia e Honda.

## Risultati in gara

### Motomondiale
| 2010 | Classe | Moto    |  |  |  |  |  |  |  |  |    |  |  |     |  |  |  |  |  |  | Punti | Pos. |
| ---- | ------ | ------- |  |  |  |  |  |  |  |  | -- |  |  | --- |  |  |  |  |  |  | ----- | ---- |
| 2010 | 125    | Aprilia |  |  |  |  |  |  |  |  | NE |  |  | Rit |  |  |  |  |  |  | 0     |      |

| Legenda | 1º posto        | 2º posto            | 3º posto            | A punti      | Senza punti        | Grassetto – Pole position Corsivo – Giro più veloce |
| Legenda | Gara non valida | Non qual./Non part. | Ritirato/Non class. | Squalificato | '-' Dato non disp. | Grassetto – Pole position Corsivo – Giro più veloce |